# Deliranta Rococó
Deliranta Rococó fue una serie de historietas creada por Martz Schmidt en 1979 para las revistas "Mortadelo" y "Súper Mortadelo" de Editorial Bruguera. Contaría con guiones de José Luis Ballestín, Jaume Ribera, Antoni Norverto, Aurelio Soto y Montserrat Vives.

## Trayectoria editorial
Además de incluirse en "Mortadelo" y en "Súper Mortadelo", Deliranta Rococó se ofreció en otras revistas de la editorial, como "Bruguelandia", "Pulgarcito", "Mortadelo Especial" y "Súper Carpanta".
Ediciones B publicó tres álbumes recopilatorios de la serie a finales de los ochenta y principios de los noventa como parte de la colección Olé!.  La mayor parte de las historietas son de dos a cuatro páginas.

## Argumento
La serie trata sobre Deliranta Rococó, una mujer oronda a la que le gusta presumir de clase social elevada, a pesar de no tener tanto dinero como pretende y pese a que su educación y su cultura dejen mucho que desear. A su servicio está su mayordomo (llamado "menordomo" por su baja estatura) Braulio, hombre canoso y más bien ingenuo que trata de complacer a regañadientes las extravagantes peticiones de su señora, pero muchas veces la mete en problemas.

## Valoración
Para el crítico Antoni Guiral, Deliranta Rococó se vincula argumentalmente con otras series de la primera etapa de la escuela Bruguera, dada su representación de las clases sociales, destacando además por la expresividad gráfica de Martz Schmidt.

## Historietas largas
La mayoría de las historietas de Deliranta Rococó eran cortas de 2 o 4 páginas, sin embargo se realizaron las siguientes aventuras largas del personaje:
- Sansona Superwoman: iniciada en la última etapa del Mortadelo semanal (desde el n.º 184 hasta el n.º 197) y finalizada en Zipi y Zape Extra. Recopilada en la colección Olé de Ediciones B N.º 415 - V24, y posteriormente en un recopilatorio del sello Bruguera de Penguin Random House ya sin tapas llamado "Lo mejor de Deliranta Rococó" (2018)
- La pasanta y Olimpín: publicada en Súper Zipi y Zape, a partir del n.º 103 hasta el nº.114. Recopilada en la colección Olé Varios Nº1 de Ediciones B.
- Maga Pitorrisa: publicada en Súper Zipi y Zape 132-143.
- La cumbre del Trueno: publicada en Zipi y Zape Extra, 46-54.
- La Tolomea: Publicada en Zipi y Zape Extra, 55-61 (quedó inconclusa por la cancelación de la revista).